# 罗斯·卡思伯特
罗斯·卡思伯特（英語：Ross Cuthbert，1892年2月6日—1971年1月19日），英国男子冰球运动员。他曾代表英国参加1924年和1928年冬季奥林匹克运动会冰球比赛，其中1924年冬季奥运会获得一枚铜牌。